# Station Miasteczko Śląskie Brynica
Station Miasteczko Śląskie Brynica is een spoorwegstation in de Poolse plaats Miasteczko Śląskie.